# Partito Comunista di Turchia (1920)
Il Partito Comunista di Turchia (in turco: Türkiye Komünist Partisi, TKP) era un partito politico comunista turco fondato nel 1920.

## Storia
Il Partito comunista di Turchia fu fondato il 10 settembre 1920 a Baku, in seguito alla Rivoluzione russa e immediatamente dopo il Congresso di Baku. In quel giorno si riunì nella capitale della Repubblica Socialista Sovietica Azera il Primo congresso generale dei comunisti turchi. Convocato allo scopo di riunire diversi gruppi comunisti che si erano venuti a formare negli anni precedenti, il congresso approvò il programma e lo statuto del TKP ed elesse Mustafa Suphi a leader del partito. Prese altresì la decisione di spostare il centro delle attività politiche in Anatolia.
I fondatori del partito, Mustapha Suphi (1881-1921) e altri 14 militanti, furono assassinati il 28 gennaio dell'anno seguente a Trabzon, sulla costa turca del Mar Nero, poche settimane dopo essere tornati in Turchia. Accolti al loro arrivo in città da proteste, Suphi e i quattordici militanti furono imbarcati su una nave che salpò per Batumi e furono uccisi durante il viaggio. L'eliminazione dei membri del TKP avvenne in circostanze che a oggi non sono state chiarite del tutto. Secondo Harris, è possibile ipotizzare che indicazioni sul da farsi fossero arrivate da Ankara, come anche che l'omicidio fosse stato architettato da autorità e personalità locali, che si fecero interpreti della volontà della leadership nazionalista turca. Le autorità di Ankara negarono ufficialmente ogni responsabilità, sostenendo l'ipotesi di un incidente marittimo. Tuttavia, scrive Gökay, se le fonti non sono sufficienti a dare un volto al mandante degli omicidi, indicano però che il governo guidato da Mustafa Kemal ebbe quantomeno un ruolo importante nella vicenda.

### La rottura con il kemalismo
Nonostante l'uccisione di Suphi e dei 14 che erano con lui, l'ala di Istanbul del partito rimase per qualche tempo convinta che fosse necessario sostenere il progetto indipendentista di Mustafa Kemal e dopo la nascita della repubblica continuò a parteggiare per il governo turco, attirandosi per questo anche le critiche del V Congresso dell'Internazionale Comunista, nel 1924.
Nel 1925, il partito tenne il suo secondo congresso a Istanbul, in casa del nuovo leader Şefik Hüsnü (Deymer). Poco dopo le autorità chiusero le principali pubblicazioni del TKP: Aydınlık, Yoldaş (Compagno) e Orak Çekiç (Falce e martello). Centinaia di membri del partito furono arrestati. Il partito passò in clandestinità e al rilascio Hüsnü scelse la via dell'esilio in Europa. Nel 1931, il partito approvò un nuovo programma, nel quale si condannava nettamente il kemalismo, l'ideologia sulla cui impalcatura si reggeva lo stato turco, condannandola per avere represso la lotta di classe in favore di una riconciliazione con le forze dell'imperialismo.
La posizione del partito nei confronti del governo turco e del Comintern creò durante gli anni Trenta una serie di attriti, che portarono anche a una temporanea espulsione del poeta Nazım Hikmet. Tra le figure più importanti della letteratura turca del Novecento. Hikmet era entrato a far parte del TKP già nel 1921 e aveva collaborato ad Aydınlık. Impressionato dagli avvenimenti di Trabzon, aveva scritto insieme a Vâlâ Nureddin un poema-tributo a Suphi e compagni, intitolando Per i quindici (In turco, On Beşler İçin) e messo in scena a Mosca nel 1924 una breve opera teatrale sulla loro uccisione che aveva chiamato 28 gennaio (nell'originale, 28 Kanunisani).
Il TKP assunse posizioni più concilianti nei confronti del governo turco dopo il VII Congresso dell'Internazionale Comunista, nel tentativo di infiltrare circoli culturali, istituzioni ed esercito. Nel 1938 Hikmet e un altro membro di spicco del partito, Hikmet Kıvılcımlı, furono condannati con l'accusa di avere cercato di organizzare una cellula comunista a bordo dell'incrociatore Yavuz.

### Gli anni della Guerra fredda
Complici anche le dinamiche della Guerra fredda, le autorità turche continuarono negli anni Cinquanta a esercitare un forte controllo sul partito espressione della sinistra comunista turca. Nel 1951 quasi tutti i quadri del TKP in Turchia vennero incarcerati in una serie di arresti decisi dal governo del Partito democratico, che smantellarono buona parte della struttura del partito. Il TKP continuò a funzionare in clandestinità, mantenendo un bureau in Europa e un forte legame con l'Unione Sovietica. Collaborò con altri partiti comunisti europei condannati alla clandestinità (come il Partito Comunista di Spagna e il Partito Comunista Portoghese) allo scopo di creare un movimento di massa a carattere rivoluzionario.
Membri influenti del TKP all'estero, come Nâzım Hikmet, Zeki Baştımar e Sabiha Sertel si rifugiarono nei Paesi del blocco comunista. I membri del Comitato centrale prevalentemente a Mosca, mentre da Lipsia, nella Repubblica Democratica Tedesca, cominciò a trasmettere nel 1958 la radio del partito, Bizim Radyo. La situazione creò negli anni Sessanta frizioni tra quanti si trovavano in Europa e i comunisti in Turchia, che non necessariamente riconoscevano nel TKP dell'epoca il legittimo rappresentante delle idee del partito. Il partito si riorganizzò in Turchia a partire dal 1971, unico tra le forze della sinistra a dialogare sia con la classe operaia che con il movimento giovanile.
Il colpo di Stato del 1980 costituì un duro colpo per il TKP. Nel 1988, il partito si fuse nel Partito Comunista Unito della Turchia (TBKP), nel tentativo di guadagnare lo status legale.

## La fusione nel TBKP
Il 7 ottobre 1987 il Partito comunista della Turchia, guidato da Nabi Yağcı (anche noto come Haydar Kutlu), e il Partito dei Lavoratori della Turchia (Türkiye İşçi Partisi, TİP) di Nihat Sargın annunciarono la decisione di unire le forze nel Partito Comunista Unito di Turchia (Türkiye Birleşik Komünist Partisi, TBKP) in un incontro con la stampa a Bruxelles. Dato che le attività politiche filo-comuniste erano ancora illegali in Turchia, il TBKP venne fondato in un congresso clandestino, ma con l'intenzione di operare legalmente. Il 4 giugno 1990 il TBKP presentò al ministero dell'Interno turco i documenti necessari per la fondazione ufficiale del partito. Dieci giorni dopo la procura generale fece ricorso alla Corte costituzionale, chiedendo la dissoluzione del partito perché anti-costituzionale e costituito in violazione della Legge sui partiti politici. Il 16 luglio 1991 il TBKP venne nuovamente dichiarato fuorilegge, ritenuto colpevole di voler stabilire il predominio di una classe sociale sull'altra, essersi dichiarato erede di un partito precedentemente dissolto, aver utilizzato in maniera illegale la parola "comunista" nel suo nome ufficiale e minare l'integrità territoriale dello Stato.
Prima di essere costretto a ritornare nell'illegalità, il Partito tenne nel gennaio del 1991 il suo primo congresso, nel quale decise di fondare un partito socialista a base più ampia, il Partito dell'Unione Socialista (Sosyalist Birlik Partisi, SBP), affidandosi alla guida di Sadun Aren, politico di lungo corso con un passato nel TİP. Il SBP fu chiuso nel 1995, ancora una volta perché dichiarato illegale. I membri del partito fondarono successivamente il Partito Socialista Unito (Birleşik Sosyalist Parti, BSP) e infine il Partito di Libertà e Solidarietà (Özgürlük ve Dayanışma Partisi) nel 1996.

## L'eredità del TKP
Al momento numerosi gruppi politici si dichiarano eredi diretti del vecchio Partito Comunista di Turchia.
- il Partito Comunista di Turchia (Voce dei Lavoratori), nato per scissione nel 1979 dal TKP e noto principalmente grazie alla pubblicazione Voce dei Lavoratori (İşçinin Sesi);
- il nuovo Partito Comunista di Turchia, che ha ripreso questo nome nel 2001, fondato originariamente come Partito Socialista di Turchia (Sosyalist Türkiye Partisi, STP);
- un raggruppamento di membri dissidenti del TBKP, che nel 1993 tennero un incontro per la "rinascita" del partito e che oggi pubblicano la rivista Ürün.